# Troisième génération 1882-1914 : Le Temps des colonies
Troisième génération 1882-1914 : Le Temps des colonies est le sixième album de la série La Banque, écrit par Pierre Boisserie et Philippe Guillaume, dessiné par Stéphane Brangier, mis en couleurs par Delf et publié en juin 2017 par les éditions Dargaud.

## Résumé
Suite et fin du diptyque consacré à la troisième génération de la famille Saint-Hubert. Joseph de Saint-Hubert réalise des affaires fructueuses avec la banque que son oncle lui a laissé. Son demi-frère Achille se retrouve pris dans le scandale politico-financier du canal de Panama. Sa cousine Eugénie continue d'être abusée par Thérèse Humbert. Sa cousine Clotilde fait faire prospérer la plantation d'hévéa au Congo, alors qu'il est très mal vu qu'une femme soit à la tête d'une telle exploitation. Après la mort de son fils en Indochine, Angèle décide de rentrer à Paris.

## Publication
- Édition originale : 48 pages, grand format, avec un cahier de 6 pages écrit par Philippe Guillaume (ancien journaliste de La Tribune et des Échos) qui resitue le contexte économique de l'époque, en fin d'album, Dargaud, 2017 (DL 06/2017)  (ISBN 978-2-205-07667-7)[1],[2].